# Budapester Straße (Berlin)
A 950 méter hosszú Budapester Straße Berlin Tiergarten és Charlottenburg városrészeit köti össze. Az utcát a Kurfürstenstraße a Vilmos császár emléktemplomnál kezdődő részének 1925. április 22-én történt átnevezésével alakították ki. 1965. február 5-én a Kurfürstendamm egy szakaszát is hozzá csatolták. Napjainkban a Corneliusbrückét, a Großen Tiergarten utcát, és Breitscheidplatzot köti össze.
A Budapester Straße határolja a Berlini Állatkertet, amelynek egyik bejárata az utcából kialakított Olof Palme-téren található elefántos kapu. Ezen az oldalon találjuk a Berlini Akváriumot is. Az utca nevezetes épületei közé tartozik a Bikini-ház és az Intercontinental Berlin szálloda épülete.